# کلبا
کَلبا (به عربی: کلباء) نام منطقه‌ای از کشور امارات متحده عربی است که به امارت شارجه تعلق دارد ولی از خاک آن امارت جدا افتاده و در کرانه دریای عمان واقع شده‌است. بیشترین کشتزارهای امارت شارجه در کلبا قرار دارند.